# Until It's Gone
"Until It's Gone" är en R&B-ballad framförd av den amerikanska sångerskan Monica, komponerad av Missy Elliott, Cainon Lamb och Jazmine Sullivan till Monicas kommande sjätte studioalbum New Life (2012).
I "Until It's Gone" har Monica lämnat sin partner och menar att han inte skulle ha tagit henne för given. I refrängen fortsätter sångerskan att sjunga; "Det är tydligen sant att man inte uppskattar vad man har förrän det är borta". Balladen samplar The Spinners' "I Don't Want to Lose You" och gavs ut som singel den 27 september 2011. Vid tidpunkten var låten tänkt att ersätta "Anything (To Find You)" som den ledande singeln från Monicas skiva. I oktober samma år ställdes dessa planer in när Monicas skivbolag, J Records, lades ner och sångerskan förflyttades till RCA Records. Marknadsförd som endast en promosingel klättrade "Until It's Gone" ändå till en 22:a plats på USA:s R&B-lista Hot R&B/Hip-Hop Songs. 
En musikvideo till singeln regisserades av Diane Martel som tidigare hade jobbat men Monica år 1998 på singeln "Angel of Mine". Videon gavs ut online den 24 oktober 2011 på Monicas 31-årsdag.

## Format och innehållsförteckningar
- Digital nedladdning

1. "Until It's Gone" – 3:45

## Topplistor
| Lista (2011)                    | Topp position |
| ------------------------------- | ------------- |
| Billboard Hot R&B/Hip-Hop Songs | 22            |